# The Lottery
The Lottery (A Loteria) é um conto escrito por Shirley Jackson, tendo sua primeira publicação em 26 de junho de 1948 num exemplar do The New Yorker.
A revista e a própria Shirley Jackson foram surpreendidos pela reação extremamente negativa dos leitores. Muitos cancelaram suas assinaturas e cartas agressivas continuaram a chegar durante todo o verão. Na África do Sul, a história foi banida. Desde então, o conto tem sido aceito como um clássico norte-americano, sujeito a muitas interpretações críticas e adaptações da mídia.

## Resumo do enredo
A história contrasta detalhes da vida contemporânea com um bárbaro ritual chamado "loteria". A história ocorre numa pequena cidade norte-americana (de aproximadamente 300 habitantes, e crescendo) onde os moradores mostram um humor estranho e sombrio, onde coisas não-usuais podem ser observadas, como crianças catando pedras, para a loteria anual de 27 de junho.
Após o chefe de cada família sortear um pedaço de papel, os Hutchinson ficam com um papel que possui o círculo preto desenhado, indicado que esta foi a família escolhida. Após cada membro da família sortear um papel para saber qual deles "vence", Tessie Hutchinson (a mãe) é a escolhida. Ela é então apedrejada até a morte por todos os presentes, incluindo sua própria família, bem como idosos, meninos e meninas, como um sacrifício para assegurar uma boa colheita, de acordo com a crença da comunidade.

## Controvérsia
A controvérsia em torno da história acarretou uma impressionante quantidade de cartas, telefonemas e centenas de cancelamentos de assinaturas. Em Private Demons, a biógrafa de Shirley Jackson, Judy Oppenheimer, escreveu, "Nada naquela revista, antes ou depois, provocou tamanha reação de fúria, horror, revolta, nojo e intensa fascinação."
Em meio ao otimismo dos anos pós-Segunda Guerra, muitos leitores de revista ficaram chocados ou confusos ao encontrar valores e tradições de uma pequena cidade norte-americana expostos em meio a tanta violência. Alguns acreditaram que Shirley Jackson havia se baseado em eventos verdadeiros que aconteceram ou ainda aconteciam em alguma pequena cidade.
Durante os anos 40, multidões reuniam-se nos centros das cidades de comunidades rurais pelo país para participarem de loterias de prêmios em dinheiro, calculados pelos conselhos das cidades para estimular o comércio local. Uma loteria como esta ocorria na cidade de Lexington, Mississippi, nos anos pós-guerra, e assinantes do New Yorker que haviam conhecido eventos similares em outras cidades foram levados a ler a história achando que esta se tratava de uma ficção sobre tais eventos.

## Adaptações na mídia
Em adição a numerosas re-edições em revistas, antologias e livros, "The Lottery" foi adaptado para rádio, TV, um balé de 1953, um curta-metragem de 1969, um filme de TV, uma ópera e uma peça teatral. Uma adaptação da rádio NBC foi ao ar em 14 de março de 1951, como um episódio da série antológica NBC Short Stories. Ellen M. Violett escreveu a primeira adaptação para a TV no Cameo Theatre (1950–1955) de Albert McCleery. Atualmente, a companhia de teatro Acting Company oferece uma produção de um ato, dirigida por Douglas Mercer e adaptada por Jeffrey Hatcher, que pode ser encenada em escolas.
O curta-metragem de Larry Yust, The Lottery (1959), produzido como parte da Short Story Showcase da Encyclopædia Britannica, foi classificado pela Academic Film Archive como "um dos melhores filmes educacionais de todos os tempos." Este curta-metragem é acompanhado de um documentário de 10 minutos, Discussion of "The Lottery", pelo professor Dr. James Durbin. Estréia do ator Ed Begley Jr., a adaptação de Larry Yust possui uma atmosfera de naturalidade e autenticidade de uma cidade do interior, com suas tomadas de camionetes e cidadãos de Fellows, Califórnia. O filme foi exibido em várias escolas nos Estados Unidos, embora tenha encontrado resistência em Massachusetts. Embora a série de clássicos da Encyclopædia Britannica tenha sido aprovada pelos gestores da televisão educacional de Massachusetts, o filme de Larry Yust foi especificamente eliminado.
Anthony Spinner adaptou a história no filme para a TV The Lottery, que foi ao ar em 29 de setembro de 1996, na NBC. Expandido por Anthony Spinner, a história passou a ocorrer por motivos religiosos, e há um caso de amor entre habitantes da cidade tendo a loteria como pano de fundo. O diretor Daniel Sackheim filmou na cidade de Winston-Salem, Carolina do Norte, com um elenco que incluía Keri Russell, Veronica Cartwright, Dan Cortese e M. Emmet Walsh, venceu no The Saturn Awards a categoria de melhor apresentação de televisão, em 1997.
A mais recente adaptação é um curta-metragem de 11 minutos, The Lottery, dirigido por Augustin Kennady e rodado na cidade de Pen Argyl, Pensilvânia, pela Aura Pictures. Seamus Davey-Fitzpatrick e seus pais interpretam a família Hutchinson.
O músico Marilyn Manson fez um video clipe para o seu single Man That You Fear, em 1996, baseado na história.

## Tradução
- A Loteria/The Lottery, Ana Resende (tradª),  (n.t.) Revista Literária em Tradução, nº 9 (set/2014), Fpolis/Brasil, ISSN 2177-5141